# Leptonetela thracia
Leptonetela thracia là một loài nhện trong họ Leptonetidae.
Loài này thuộc chi Leptonetela. Leptonetela thracia được miêu tả năm 2005 bởi Gasparo.